# Шишко, Георгий Борисович
Георгий Борисович Шишко (белор. Георгій Барысавіч Шышко; 11 августа 1935, д. Белавичи, Белостокское воеводство,  Польша — 19 сентября 2021, Минск, Беларусь) — белорусский юрист и государственный служащий. Кандидат юридических наук, профессор, Заслуженный юрист Республики Беларусь.

## Биография
Родился 11 августа 1935 года в деревне Белавичи Белостокского воеводства Польши.
В 1966 году окончил Белорусский государственный университет по специальности «Правоведение». Окончил аспирантуру в 1984 году. В 1985 году защитил кандидатскую диссертацию на тему «Правовые проблемы организации управления производственным объединением в промышленности (по материалам Белорусской ССР)» в Харьковском юридическом институте. Ученое звание профессора ему было присвоено Высшей аттестационной комиссией Республики Беларусь в 2003 году.
С 1968 по 1996 год — начальник отдела кадров, заместитель генерального директора, начальник юридического управления НПО "Интеграл".
С 1997 по 2005 год — судья Конституционного суда Республики Беларусь . Указом Президента Республики Беларусь № 457 от 20 сентября 2004 присвоено звание "Заслуженный юрист Республики Беларусь" .
С 2003 по 2006 год исполняющий обязанности заведующего кафедрой «Таможенное дело» Белорусского национального технического университета . С 2000 по 2019 год заведующий кафедрой правоведения факультета права Белорусского государственного экономического университета . С 2014 по 2021 год профессор кафедры конституционного права БГУ .
Мастер спорта СССР по горному туризму, председатель Федерации спортивного туризма БССР 
Автор более 400 научных работ и учебно-методических пособий, монографий, в числе которых: постатейные комментарии к Трудовому кодексу Республики Беларусь. Минск, 2000, 2006, 2011, 2016, 2020 гг. (в соавт.) ; правовое регулирование аттестации и формирования резерва кадров: монография / Г. Б. Шишко, Х. Т. Мелешко. Минск, 2001 (в соавт.); учебники «Трудовое право» под общ. ред. В. И. Семенкова. Минск, 1998, 2002, 2006, 2012, 2016 гг. (в соавт.); учебник «Трудовое и социальное право» под общ. ред. В. И. Семенкова. Минск, 2006 (в соавт.); правовые методы обеспечения трудовой дисциплины; проблемы правового регулирования трудовых отношений; трудовые правоотношения и др.

## Награды
- Орден «Знак Почёта» (1975 г.)
- Орден Трудового Красного Знамени (1980 г.)
- Отличник народного просвещения РСФСР (1980 г.)
- Медаль «Ветеран труда» (1984 г.)
- Мастер спорта СССР
- другие награды